# Grant Warwick
Grant Warwick (né le 11 octobre 1921 à Régina, dans la province de la Saskatchewan, au Canada - mort le 27 septembre 1999 à Edmonton, dans l'Alberta) est un joueur professionnel canadien de hockey sur glace qui évoluait au poste d'ailier droit. 

## Biographie
Né à Régina, Warwick débute avec l'équipe junior de sa ville natale, les Abbots de Régina, dans la Southern Saskatchewan Junior Hockey League (SSJHL). Il devient ensuite membre des Rangers de Régina dans la Southern Saskatchewan Hockey League (SSHL) avec lesquels il remporte la coupe Allan en 1941.
Il fait ses débuts dans la Ligue nationale de hockey la saison suivante avec les Rangers de New York. Pour sa première saison professionnelle, il remporte le trophée Calder du meilleur débutant de la ligue. En 1947-1948, après sept saisons passées avec les Rangers et avoir été sélectionné lors du premier Match des étoiles de la LNH en 1947, il est échangé aux Bruins de Boston contre Billy Taylor. Il joue avec les Bruins jusqu'en 1949 avant d'être échangé aux Canadiens de Montréal. Il se casse le nez en début de saison et ne joue que vingt-six matches avec les Canadiens avant de terminer la saison avec les Bisons de Buffalo dans la Ligue américaine de hockey.
Warwick passe deux saisons supplémentaires avec les Bisons puis joue une année dans la Maritime Major Hockey League. La saison suivante, il rejoint les Vees de Penticton dans la Okanagan Senior Hockey League. Au cours de ses quatre saisons passées avec le club, il remporte la deuxième coupe Allan de sa carrière et il est sélectionné à chaque fois dans la première équipe d'étoiles de la ligue.
En 1955, les Vees sont choisis pour représenter le Canada lors du championnat du monde ; Warwick y occupe alors le double poste d'entraîneur et joueur. L'équipe se qualifie pour la finale où elle affronte et bat l'équipe d'URSS 5-0 et reporte la médaille d'or.
Après cette victoire, Warwick passe une nouvelle saison avec les Vees puis rejoint les Trail Smoke Eaters dans la Western International Hockey League. Un an plus tard, il revient jouer une dernière saison dans l'OSHL avec les Chiefs de Kamloops avant de prendre sa retraite.

## Parenté
Son frère, Bill Warwick, joue également au hockey.

## Statistiques
| Saison     | Équipe                | Ligue          |     | Saison régulière | Saison régulière | Saison régulière | Saison régulière | Saison régulière |    | Séries éliminatoires | Séries éliminatoires | Séries éliminatoires | Séries éliminatoires | Séries éliminatoires |
| Saison     | Équipe                | Ligue          | PJ  | B                | A                | Pts              | Pun              | PJ               | B  | A                    | Pts                  | Pun                  |                      |                      |
| 1938-1939  | Abbotts de Régina     | S-SJHL         | 4   | 0                | 0                | 0                | 2                |                  |    |                      |                      |                      |                      |                      |
| 1939-1940  | Abbotts de Régina     | S-SJHL         | 11  | 0                | 0                | 0                | 0                | 2                | 2  | 4                    | 6                    | 11                   |                      |                      |
| 1939-1940  | Abbotts de Régina     | Coupe Memorial |     |                  |                  |                  |                  | 6                | 2  | 4                    | 6                    | 12                   |                      |                      |
| 1940-1941  | Rangers de Régina     | SSHL           | 31  | 14               | 18               | 32               | 16               | 8                | 5  | 1                    | 6                    | 2                    |                      |                      |
| 1940-1941  | Rangers de Régina     | Coupe Allan    |     |                  |                  |                  |                  | 14               | 6  | 9                    | 15                   | 8                    |                      |                      |
| 1941-1942  | Rangers de New York   | LNH            | 44  | 16               | 17               | 33               | 36               | 6                | 0  | 1                    | 1                    | 2                    |                      |                      |
| 1942-1943  | Rangers de New York   | LNH            | 50  | 17               | 18               | 35               | 31               |                  |    |                      |                      |                      |                      |                      |
| 1943-1944  | Rangers de New York   | LNH            | 18  | 8                | 9                | 17               | 14               |                  |    |                      |                      |                      |                      |                      |
| 1944-1945  | Rangers de New York   | LNH            | 42  | 20               | 22               | 42               | 25               |                  |    |                      |                      |                      |                      |                      |
| 1945-1946  | Rangers de New York   | LNH            | 45  | 19               | 18               | 37               | 19               |                  |    |                      |                      |                      |                      |                      |
| 1946-1947  | Rangers de New York   | LNH            | 54  | 20               | 20               | 40               | 24               |                  |    |                      |                      |                      |                      |                      |
| 1947-1948  | Rangers de New York   | LNH            | 40  | 17               | 12               | 29               | 30               |                  |    |                      |                      |                      |                      |                      |
| 1947-1948  | Bruins de Boston      | LNH            | 18  | 6                | 5                | 11               | 8                | 5                | 0  | 3                    | 3                    | 4                    |                      |                      |
| 1948-1949  | Bruins de Boston      | LNH            | 58  | 22               | 15               | 37               | 14               | 5                | 2  | 0                    | 2                    | 0                    |                      |                      |
| 1949-1950  | Canadiens de Montréal | LNH            | 26  | 2                | 6                | 8                | 19               |                  |    |                      |                      |                      |                      |                      |
| 1949-1950  | Bisons de Buffalo     | LAH            | 37  | 19               | 28               | 47               | 33               | 3                | 2  | 0                    | 2                    | 0                    |                      |                      |
| 1950-1951  | Bisons de Buffalo     | LAH            | 65  | 34               | 65               | 99               | 43               | 4                | 2  | 1                    | 3                    | 2                    |                      |                      |
| 1951-1952  | Bisons de Buffalo     | LAH            | 55  | 24               | 41               | 65               | 35               | 3                | 0  | 0                    | 0                    | 2                    |                      |                      |
| 1951-1952  | St. Mary's de Halifax | MMHL           |     |                  |                  |                  |                  | 5                | 1  | 0                    | 1                    | 2                    |                      |                      |
| 1952-1953  | Vees de Penticton     | OSHL           | 31  | 19               | 27               | 46               | 49               | 11               | 7  | 8                    | 15                   | 15                   |                      |                      |
| 1952-1953  | Vees de Penticton     | Coupe Allan    |     |                  |                  |                  |                  | 18               | 8  | 13                   | 21                   | 16                   |                      |                      |
| 1953-1954  | Vees de Penticton     | OSHL           | 54  | 36               | 43               | 79               | 79               | 10               | 11 | 7                    | 18                   | 8                    |                      |                      |
| 1953-1954  | Vees de Penticton     | Coupe Allan    |     |                  |                  |                  |                  | 23               | 16 | 30                   | 46                   | 28                   |                      |                      |
| 1954-1955  | Vees de Penticton     | OSHL           | 38  | 22               | 34               | 56               | 62               |                  |    |                      |                      |                      |                      |                      |
| 1955-1956  | Vees de Penticton     | OSHL           | 54  | 54               | 59               | 113              | 44               | 7                | 5  | 3                    | 8                    | 16                   |                      |                      |
| 1956-1957  | Trail Smoke Eaters    | WIHL           | 43  | 18               | 30               | 48               | 70               | 8                | 5  | 5                    | 10                   | 8                    |                      |                      |
| 1957-1958  | Chiefs de Kamloops    | OSHL           | 49  | 9                | 31               | 40               | 45               | 15               | 1  | 13                   | 14                   | 14                   |                      |                      |
| Totaux LNH | Totaux LNH            | Totaux LNH     | 395 | 147              | 142              | 289              | 220              | 16               | 2  | 4                    | 6                    | 6                    |                      |                      |

## Honneurs et récompenses
- Coupe Allan : 1941 et 1954 ;
- Trophée Calder : 1942 ;
- Match des étoiles de la LNH : 1947 ;
- Première équipe d'étoiles de la OSHL : 1953, 1954, 1955 et 1956 ;
- Champion du monde : 1955 ;
- Temple de la renommée de la Saskatchewan : 1986[4] ;
- Temple de la renommée de Régina, à titre honorifique : 2004[5].